# Fabian Müller (Fußballspieler, 1986)
Fabian Müller (* 6. November 1986 in Berchtesgaden) ist ein deutscher Fußballspieler. Er steht beim FC Pipinsried unter Vertrag und kommt als offensiver Mittelfeldspieler und als Außenverteidiger zum Einsatz.

## Karriere

### Vereine
Müller begann mit dem Fußballspielen in Schönau am Königssee bei der SG Schönau. Über den FC Bischofswiesen wechselte er 1999 in die Jugendabteilung des FC Bayern München. Zur Saison 2005/06 rückte er in dessen Zweite Mannschaft auf, für die er bis Saisonende 2006/07 meist als linker Außenverteidiger in der drittklassigen Regionalliga Süd zum Einsatz kam.
Zur Saison 2007/08 verpflichtete ihn der Zweitligist FC Erzgebirge Aue, bei dem er einen Zweijahresvertrag erhielt. Sein Profidebüt gab er am 25. September 2007 (7. Spieltag) beim 2:2 im Heimspiel gegen die TSG 1899 Hoffenheim. Mit der Mannschaft stieg er als 16. in die 3. Liga ab. Sein Vertrag lief bis 30. Juni 2010.
In der Winterpause der Saison 2008/09 wechselte Müller zum 1. FC Kaiserslautern, bei dem er einen bis zum 30. Juni 2011 laufenden Vertrag erhielt. Am Saisonende 2009/10 wurde ihm vom Verein mitgeteilt, dass er in den Kaderplanungen für die Bundesligasaison 2010/11 keine Berücksichtigung finden werde; ein Vereinswechsel wurde ihm nahegelegt. Ende Mai 2010 unterschrieb er erneut einen Vertrag beim Zweitligisten FC Erzgebirge Aue. Zur Saison 2015/16 wechselte er ablösefrei zum Drittligisten Dynamo Dresden. Er erhielt einen bis zum 30. Juni 2018 laufenden Vertrag.
Zur Saison 2018/19 wechselte er ablösefrei zum aus der 3. Liga in die Regionalliga abgestiegenen Chemnitzer FC. Nachdem er in der zweiten Saisonhälfte der Spielzeit 2018/2019 keinen Einsatz mehr für den CFC hatte, spielte Müller auch nach dem Wiederaufstieg keine Rolle mehr.
Kurz nach Auflösung seines Vertrages bei den Sachsen wechselte der Defensivspieler zum in die fünftklassige Bayernliga abgestiegenen FC Pipinsried.

### Nationalmannschaft
Müller spielte im Zeitraum von fünf Jahren für die U16-, U17-, U18-, U19- und U20-Nationalmannschaft des DFB. Sein Debüt im Nationaltrikot gab er am 21. August 2001 in Parchim beim 4:1-Sieg der U16-Auswahlmannschaft gegen Dänemark. Sein letztes Länderspiel bestritt er am 22. Februar 2006 in Wohlen beim 1:1 im Spiel gegen die U20 Italiens.

## Erfolge
- Aufstieg in die 2. Bundesliga 2016 (mit Dynamo Dresden)
- Drittligameister 2016 (mit Dynamo Dresden)
- Deutscher A-Juniorenmeister 2004 (mit dem FC Bayern München)
- IFA Shield: 2005 (mit dem FC Bayern München)